# محوطه آغ یازو
محوطه ام یازوق مربوط به - دوره ساسانیان است و در شهرستان ابهر، بخش مرکزی، دهستان دولت‌آباد، روستای ین واقع شده و این اثر در تاریخ ۲۶ دی ۱۳۸۶ ثبت شده